# Moliendo café (album)
Moliendo café è il quarto album in studio della cantante italiana Mina, pubblicato dall'etichetta Italdisc ad aprile 1962.

## Storia
Anche questo, come i tre precedente album, è di fatto una raccolta di canzoni già edite su 45 giri che prende il nome dal titolo del brano di apertura, Moliendo café, cover di un pezzo scritto nel 1958 da Hugo Blanco, diventato in seguito un grande successo internazionale. Come consuetudine, questo viene considerato un album in studio di Mina e non una compilation, come tra l'altro indicato anche nella discografia presente nel suo sito ufficiale.
Questo album è stato pubblicato su CD nel 1992 dalla Raro! Records (528 620-2) con il titolo Soltanto ieri. Tutti i suoi brani sono stati rimasterizzati nell'antologia in 3 CD Ritratto: I singoli Vol. 2 del 2010.
La versione destinata al mercato statunitense, intitolata Mina Sings, elimina l'unica canzone in lingua inglese, Summertime, per far posto a Folle banderuola in fondo al lato B. Di questo disco esistono sia l'incisione mono (Vesuvius LP NO. 4409), sia quella in stereofonia (Vesuvius 4409/ST).
Altre cover presenti in questo album e cantate in lingua originale da Mina sono: Summertime in inglese e Sciummo in dialetto napoletano; Chi sarà (Sway / ¿Quién será?) è invece cantata in italiano.
Tony De Vita con la sua orchestra accompagna Mina nelle varie canzoni, eccetto Giochi d'ombre e Summertime.

Il maestro arrangia anche tutti i brani dell'album, eccetto Moliendo café (Piero Gosio), Giochi d'ombre, che proviene dalla colonna sonora del film Leoni al sole (1961) curata da (Fiorenzo Carpi) e Summertime; anche se in Ritratto: I singoli Vol. 2 risulta accreditato anche per questi ultimi due.

## Tracce
Lato A
1. Moliendo café[5] – 2:57 (testo: Hugo Blanco – musica: José Manzo Perroni, Hugo Blanco; edizioni musicali Curci)
2. Soltanto ieri – 3:25 (testo: Leo Chiosso – musica: Lelio Luttazzi; edizioni musicali Suvini-Zerboni)
3. Quando c'incontriamo – 3:00 (testo: Gian Carlo Testoni – musica: Vittorio Buffoli; edizioni musicali Peer)
4. Giochi d'ombre – 2:51 (testo: Vittorio Caprioli – musica: Fiorenzo Carpi; edizioni musicali C.A.M.)
5. Il palloncino – 2:07 (testo: Roxy Bob – musica: Umberto Prous; edizioni musicali Orchestralmusic)
6. Il tempo – 2:37 (testo: Alberto Testa – musica: Tony De Vita; edizioni musicali Curci)

Lato B
1. Champagne Twist – 2:32 (testo: Dino Verde – musica: Bruno Canfora; edizioni musicali Curci)
2. Summertime – 3:55 (testo: DuBose Heyward, Ira Gershwin – musica: George Gershwin; edizioni musicali Warner Chappell)
3. Chi sarà (¿Quién será?) – 2:16 (testo: Enzo Luigi Poletto – musica: Pablo Beltrán Ruiz; edizioni musicali Southern Music)
4. Tu sei mio – 2:16 (testo: Roxy Bob – musica: Umberto Prous; edizioni musicali Orchestralmusic)
5. Sciummo – 2:45 (testo: Lucillo – musica: Carlo Concina; edizioni musicali Leonardi)
6. Cubetti di ghiaccio – 2:39 (testo: Leo Chiosso – musica: Gigi Cichellero; edizioni musicali Tiber)

## Classifiche
È il quarto album consecutivo che debutta direttamente in Top 10, esattamente al 10º posto il 5 maggio 1962. Nonostante ciò, non arriva al successo massimo come Tintarella di luna e Il cielo in una stanza, ma non raggiunge neanche la Top 5, scalando fino al 6º posto il 23 giugno. L'album rimane 12 settimane in Top 10 sino al 21 luglio.
| Classifica (1962) | Posizione massima |
| ----------------- | ----------------- |
| Italia            | 6                 |